# Orgelclub

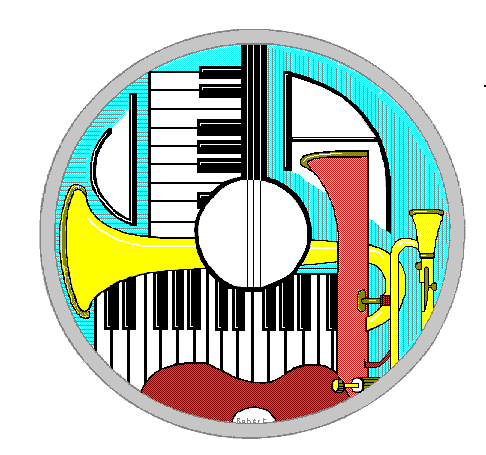
Logo van de Vrije Orgelclub Antwerpen FV

Een  orgelclub  is een vereniging van liefhebbers van het elektronisch orgel. Dikwijls wordt op bijeenkomsten een gastorganist uitgenodigd die een concert brengt op het elektronisch orgel.  Tegenwoordig wordt het elektronisch orgel op verplaatsing dikwijls vervangen door het keyboard, omdat dit laatste compacter is en beter handelbaar.
Toen in de jaren 50, 60 en 70 van de twintigste eeuw het elektronisch orgel zijn intrede deed in de huiskamer, bleek na korte tijd de belangstelling daarvoor zo groot dat er wereldwijd verenigingen opgericht werden die tot doel hadden muziekliefhebbers van het genre te verenigen. Deze orgelclubs kenden enorm veel bijval en nog tot op heden komen over de ganse wereld liefhebbers van het elektronisch orgel bijeen om hun favoriete muziek te beluisteren en/of te beoefenen. 

## Orgelclubs in België

### Vrije Orgelclub Antwerpen FV
De  Vrije Orgelclub Antwerpen FV is een sociaal-culturele feitelijke vereniging die in oktober 1979 opgericht werd met als doelstelling liefhebbers van het elektronisch orgel bijeen te brengen om muziek te beluisteren, kennis op te doen en zelfstandig te musiceren op het elektronisch huisorgel.  De muziek die gebracht wordt is zeer divers en omvat alle muziekgenres.  Bij deze vereniging treedt sedert haar stichtingsdatum elke tweede maandag van de maand een gastorganist op. 
Tijdens de eerste jaren van het bestaan van de club werd door optredende organisten uitsluitend gebruikgemaakt van het toonwielorgel en later ook van het elektronisch orgel.  Nog later werd dit instrument aangevuld met synthesizers en keyboards. 